# Comitato Olimpico Austriaco
Il Comitato Olimpico Austriaco (ted. Österreichische Olympische Comité) è l'organizzazione di governo dello sport in Austria.
Fu fondata nel 1908 a Vienna.
Rappresenta questa nazione presso il Comitato Olimpico Internazionale (CIO) dal 1912 ed ha lo scopo di curare l'organizzazione ed il potenziamento dello sport in Austria e, in particolare, la preparazione degli atleti austriaci, per consentire loro la partecipazione ai Giochi olimpici. Il comitato, inoltre, fa parte dei Comitati Olimpici Europei.
L'attuale presidente dell'organizzazione è Horst Nussbaumer.

## Storia
Nel 1899, dopo le prime Olimpiadi moderne di Atene, dove parteciparono Paul Neumann, Otto Herschmann e Adolf Schmal, venne istituito il "Comitato viennese per il fuoco dei Giochi olimpici di Parigi del 1900", senza alcun supporto ufficiale da parte della monarchia austriaca. Il nuotatore Otto Wahle vinse due medaglie d'argento, mentre Karl Ruberl si piazzò al secondo e al terzo posto. Michael Neralić e Fritz Flesch finirono terzi nella scherma.
Nel 1905, l'austriaco Alexander Prinz divenne membro del Comitato Olimpico Internazionale (CIO). Nel 1906 venne formata Vienna "Comitato Centrale viennese per i Giochi olimpici di Atene", per l'atletica, la ginnastica, il nuoto, la scherma, ciclismo e tiro. Questo comitato non venne riconosciuto da parti dello sport austriaco; il 30 gennaio 1906, venne creato il "Comitato generale dello sport per l'Austria", come prima autorità sportiva in Austria.
Il "Comitato generale dello sport per l'Austria" venne successivamente sciolto. Dopo ripetute richieste da parte della British Olympic Association, Gustav Magg formò insieme alle federazioni sportive un comitato olimpico austriaco, per prepararsi ai Giochi Olimpici di Londra, nel 1908.
Il 24 febbraio 1908 si riunirono, per la creazione di una autorità suprema dello sport, il rappresentante del comitato di Nuoto, la federazione canottaggio, la federazione di atletica leggera, l'associazione di scherma, la Football Association, il Touring Club, la Federazione ciclistica tedesca, il Lawn Tennis Association, l'Unione Pattinaggio, la Federazione degli atleti austriaci club di dilettanti, l'Automobile Club austriaco e il Vienna Athletic Sports Club (WAC) come rappresentante dell'hockey.
I rappresentanti delle organizzazioni partecipanti (non tutti erano presenti) decisero di costituirsi come "Comitato Olimpico Austriaco". Più tardi, il Comitato olimpico austriaco venne utilizzato per sostituire il "Comitato Centrale dello Sport".